# Именитые люди
Именитые люди — почётное звание, дарованное Строгановым.
Василий Шуйский пожаловал Петра Семёновича Строганова за его службу у Соли Вычегодской титулом именитого человека. В грамоте 29 мая 1610 года («Собр. Гос. Грам.» II, № 196) указано: «писать его с вичем, судить только в Москве, излишних пошлин с товаров не брать, креста самому не целовать (то есть не приносить присяги в процессах), бесчестья против лучшего гостя вдвое». 
В 1649 году соборное Уложение подтвердило, что штраф за бесчестье, нанесённое Строганову, составляет 100 рублей, а за бесчестье гостя только 50 рублей.
Такими привилегиями пользовались потом все Строгановы.